# 경산 나들목
경산 나들목(Gyeongsan IC)은 경상북도 경산시 진량읍 선화리, 하양읍 환상리에 걸쳐 설치된 경부고속도로의 12번 교차로이다. 지방도 제919호선을 통해 진량읍, 하양읍내로 진출할 수 있다.
1969년 12월 29일 경부고속도로 대구 ~ 부산 구간이 개통되면서 경상북도 경산시 진량읍 신상리에 경산휴게소와 함께 개통되었으며, 1998년 8월 26일 경산휴게소에서 서울방향으로 2.2km 옮긴 현 위치인 경상북도 경산시 진량읍 선화리, 하양읍 환상리로 이설되었고, 나들목 형태도 이중 트럼펫형으로 변경되었다. 명칭이 가지는 대표성과는 달리 경산시의 중심가와 거리가 다소 있고, 진량읍, 하양읍 일대의 고속도로 주 나들목이다. 경산의 고속도로 주 나들목은 대구스타디움 인근의 수성 나들목이다.

## 연혁
- 1969년 12월 29일 : 경부고속도로 대구 ~ 부산 구간 개통에 따라 경산휴게소와 함께 영업 개시[1]
- 1995년 7월 11일 : 나들목 이설 공사로 인해 경상북도 경산시 하양읍 환상리 ~ 진량면 선화리 1.5km 구간 도로구역 변경[2]
- 1998년 8월 26일 : 나들목 이설[3]

## 구조물 정보
- 영업소: 경상북도 경산시 진량읍 대학로 853-35
- 한국도로공사 대구지사: 경상북도 경산시 진량읍 낙산1길 11-6

## 접속하는 도로
- 지방도 제919호선 (대학로)
- 간접 연결 : 국가지원지방도 제69호선 (다문로, 대학로 이용)

## 교통량 정보
| 요금소        | 통행량 (대/일) | 통행량 (대/일) | 통행량 (대/일) | 통행량 (대/일) | 통행량 (대/일) | 통행량 (대/일) | 통행량 (대/일) | 통행량 (대/일) | 통행량 (대/일) | 통행량 (대/일) | 각주  |
| 요금소        | 2001년         | 2002년         | 2003년         | 2004년         | 2005년         | 2006년         | 2007년         | 2008년         | 2009년         | 2010년         | 각주  |
| ------------- | -------------- | -------------- | -------------- | -------------- | -------------- | -------------- | -------------- | -------------- | -------------- | -------------- | ----- |
| 경산 (폐쇄식) | 15,156         | 15,458         | 15,242         | 15,108         | 14,481         | 14,686         | 15,407         | 15,166         | 15,368         | 16,441         | [ 4 ] |
| 요금소        | 2011년         | 2012년         | 2013년         | 2014년         | 2015년         | 2016년         | 2017년         | 2018년         | 2019년         |                | [ 4 ] |
| 경산 (폐쇄식) | 17,023         | 17,173         | 17,555         | 17,723         | 18,693         | 18,808         | 18,622         | 18,247         | 18,768         |                | [ 4 ] |